# ウォルター・シラー
ウォルター・マーティ・“ウォリー”・シラー・ジュニア（Walter Marty "Wally" Schirra Jr.、1923年3月12日 - 2007年5月3日）は、アメリカ合衆国の海軍飛行士、テストパイロット、NASAの宇宙飛行士である。
1959年、アメリカ初の有人飛行計画である「マーキュリー計画」に選ばれた7人の宇宙飛行士（マーキュリー・セブン）の一人となった。1962年10月3日、マーキュリー・アトラス8号で地球を6周する9時間に渡るミッションに参加した。これにより、アメリカ人で5人目、人類で9人目の宇宙旅行者となった。ジェミニ計画では、1965年12月にジェミニ6-A号を姉妹機のジェミニ7号の至近距離に静止させる、世界初のランデブー飛行を達成した。1968年10月には、アポロ7号において船長を務め、3人乗りのアポロ宇宙船による11日間の地球低軌道での飛行の試験を行った。
シラーは、初の3度宇宙に行った宇宙飛行士であり、マーキュリー計画、ジェミニ計画、アポロ計画の全てに参加した唯一の宇宙飛行士である。アメリカの有人宇宙飛行で3つの異なるプロジェクトでそれぞれ地球周回軌道以上の宇宙飛行を体験した飛行士は、シラーとジョン・ヤング（ジェミニ計画・アポロ計画・スペースシャトル）の2人だけである。宇宙に滞在した総時間は295時間15分になる。
アポロ7号による飛行の後、シラーは海軍とNASAを退役した。その後、CBSニュースのコンサルタントとして、それ以降のアポロ計画の飛行に関する報道を担当した。シラーは、NASAの7回の月面着陸ミッションの全てで、ウォルター・クロンカイトとともにキャスターを務めた。

## 若年期と教育
シラーは1923年3月12日、ニュージャージー州ハッケンサックで生まれた。父のウォルター・M・シラー・シニア(Walter M. Schirra Sr.)はフィラデルフィア出身で、第一次世界大戦中はカナダ空軍に入隊し、ドイツで爆撃や偵察の任務に就いた。戦後は、ニュージャージー州でバーンストーミング（曲芸飛行）をしていた。母のフローレンス・シリト・リーチ(Florence Shillito Leach)は夫の曲芸飛行ツアーに同行し、飛行機の翼の上を歩くスタントをしていた:9–11。父方の祖父母はバイエルンとスイスの出身で、元々はサルデーニャ人の家系であった。
シラーはニュージャージー州オラデルで育った。ボーイスカウトに加わり、ニュージャージー州オラデルの第36分団のファースト・クラスとなった。1940年6月にニュージャージー州イングルウッドのドワイト・モロー高校を卒業し、ニューアーク工科大学（現在のニュージャージー工科大学、NJIT）に入学した。大学では予備役将校訓練課程(ROTC)を受講した。1941年12月の真珠湾攻撃を受けて、シラーは士官学校への入学を決意した。父は陸軍士官学校への入学を勧めたが、シラーは海軍兵学校への入学を決めた。海軍兵学校では戦時中は短縮課程が組まれていたため、シラーは入学から3年で1945年に理学士号を取得した:10–13。

## 軍歴

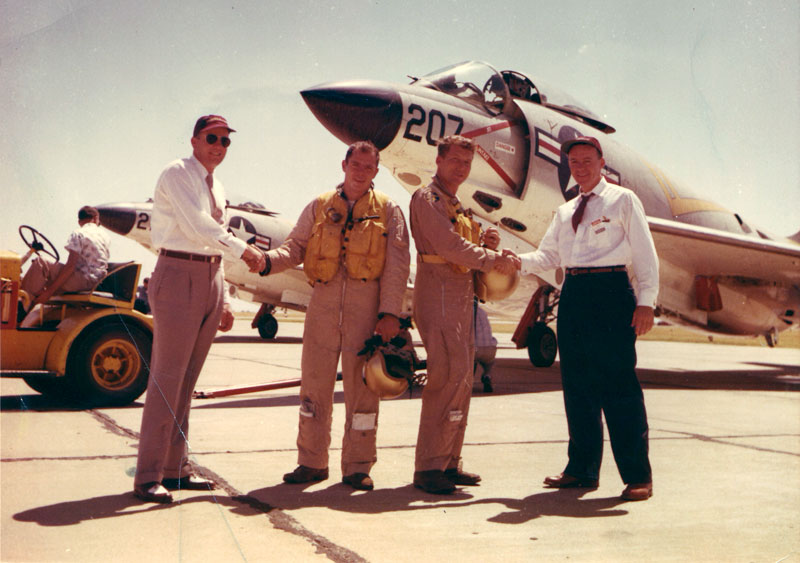
F3Hデーモン納入時のシラー（右から2人目）とマクドネル・エアクラフトの設計チーフのデービッド・S・ルイス（1958年頃）

海軍兵学校を卒業後、1945年6月6日にアメリカ海軍少尉に任命され、大型巡洋艦「アラスカ」(USS Alaska, CB-1)に配属されたが、シラーが太平洋戦線に向かって出発した翌日に第二次世界大戦は終結した。日本の降伏後、シラーはアメリカに帰還した。その後、中国の青島に駐留し、揚陸指揮艦「エステス」(USS Estes, AGC-12)に配属された。中国から帰国した後、シラーはペンサコーラ海軍航空基地で海軍飛行士としての訓練を開始した:16–20。
1948年に訓練を終了して海軍飛行士の資格を取得し、ロードアイランド州クオンセット・ポイントの第71戦闘機隊(VF-71)に配属された。VF-71で、シラーはF8Fベアキャットに乗り、数年後にはジェット戦闘機F9Fパンサーへの移行に備えて、F-80シューティングスターのジェット移行訓練に参加した。1950年6月の朝鮮戦争勃発時には、空母「ミッドウェイ」で地中海に派遣された。戦闘経験を積むためにアメリカ空軍との交換プログラムに応募して選ばれ、F-84サンダージェットの飛行訓練を受けた:21–27。
シラーは当初、第154戦闘爆撃機飛行隊として日本の板付アメリカ空軍基地に配属され、そこから朝鮮半島へ出撃していた。戦線の北上に伴い、この飛行隊は大邱にある基地に再配置された。8か月の派遣期間中に、シラーは90回の戦闘任務をこなし、MiG-15を2機撃墜した:29–32。
朝鮮での任務を終えた後、シラーはカリフォルニア州のチャイナレイク海軍兵器試験場のテストパイロットとなった。チャイナレイクでシラーは様々な兵器システムのテストを行い、初めて空対空ミサイル「サイドワインダー」を発射させた。シラーはミラマー海軍航空基地（現 ミラマー海兵隊航空基地）に配属され、海軍の最新ジェット戦闘機であるF7Uカットラスのテストを行った。その後、モフェット飛行場に移って、F7UカットラスやF3Hデーモンへの移行訓練を行った。空母「レキシントン」でアジアに派遣された後、南カリフォルニア大学(USC)で航空安全訓練を受け、1958年に海軍テストパイロット学校に入学した:33–43。
海軍テストパイロット学校では、後に宇宙飛行士となるジム・ラヴェルやピート・コンラッドらと同じ20期生として、F4Dスカイレイ、F11Fタイガー、F8Uクルセイダーなど数多くの航空機の操縦を学んだ。卒業後、シラーはパタクセント・リバー海軍航空基地のテストパイロットとなり、F4Hファントムが空母艦載機として使用できるかどうかを調べるために操縦を学んだ:43–46。

## NASAでのキャリア

### マーキュリー計画

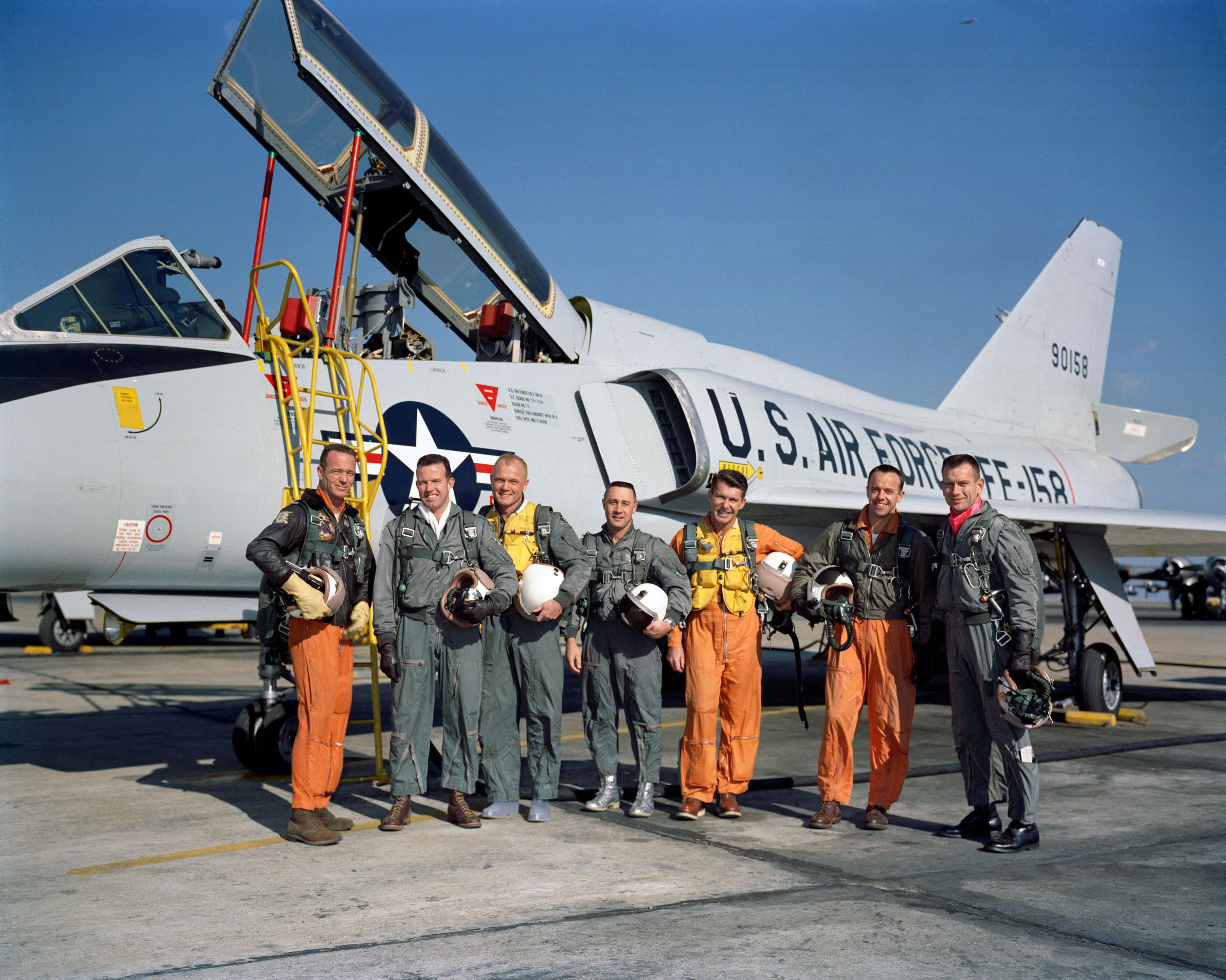
シラー（右から3番目）とマーキュリー計画の仲間たち（1961年）

1959年2月、シラーは、アメリカ初の有人宇宙飛行計画であるNASAのマーキュリー計画の候補者として、アメリカ軍のテストパイロットから選ばれた110人の中にシラー、ラヴェル、コンラッドの3人がいた。数回のテストを経て、シラーは1959年4月に7人の宇宙飛行士「マーキュリー・セブン」の一員に選ばれた:46, 57–63。
マーキュリー計画において、シラーは生命維持装置と与圧飛行服を担当した。また、ジョン・グレンと一緒にカプセルの設計にも携わった。アラン・シェパードのマーキュリー・レッドストーン3号（フリーダム7）のミッションでは、スコット・カーペンターとシラーがF-106デルタダートで追跡を行った。シラーは当初、マーキュリー計画の第2回軌道飛行にドナルド・スレイトンのバックアップとして参加していたが、スレイトンが病気により宇宙へ行けなくなったため、スコット・カーペンターに交代した。シラーは代わりに第3回軌道飛行に予定された:65, 75–76。
1962年10月3日午前7時15分、シラーが乗るマーキュリー・アトラス8号（シグマ7）が打ち上げられた。マーキュリー・アトラス8号は、飛行初期に小さな軌道修正を行った後、軌道に乗った。その後、シラーはリアクションコントロールシステムを使って手動で宇宙船の位置と操縦を行うデモンストレーションを行った。カーペンターのマーキュリー・アトラス7号（オーロラ7）ミッションでナビゲーションの問題が発生したため、NASAとシラーはカプセルを手動で操作する際の工学と人的要因に焦点を当てた。シラーは、宇宙服の温度が上昇し、最高で32℃に達したことを報告した後、宇宙服の冷却システムを手動で調整した。宇宙船でのテストを終えた後、シラーは目の見えない無重力環境での操作能力をテストした。シラーはミッション中、自動制御装置のバックアップとして、手動で宇宙船を操縦する能力を発揮した。6回の周回の後、シラーはアフリカ上空で手動で宇宙船の位置を合わせ、逆推進ロケットに点火した。マーキュリー・アトラス8号は、回収船である航空母艦「キアサージ」から8キロメートル離れた太平洋中央部に着水した。マーキュリー・アトラス8号が回収船に引き上げられた後、シラーは宇宙船から出るための爆薬を使ったハッチを作動させたときに大きな打撲傷を負った。これにより、ガス・グリソムのマーキュリー・レッドストーン4号（リバティベル7）のミッションでハッチが吹き飛んだのは、グリソムのミスによるものではないことが証明された。帰還したシラーは、10月16日、家族とともにホワイトハウスに招待され、ケネディ大統領と対面した:85–94。

### ジェミニ計画

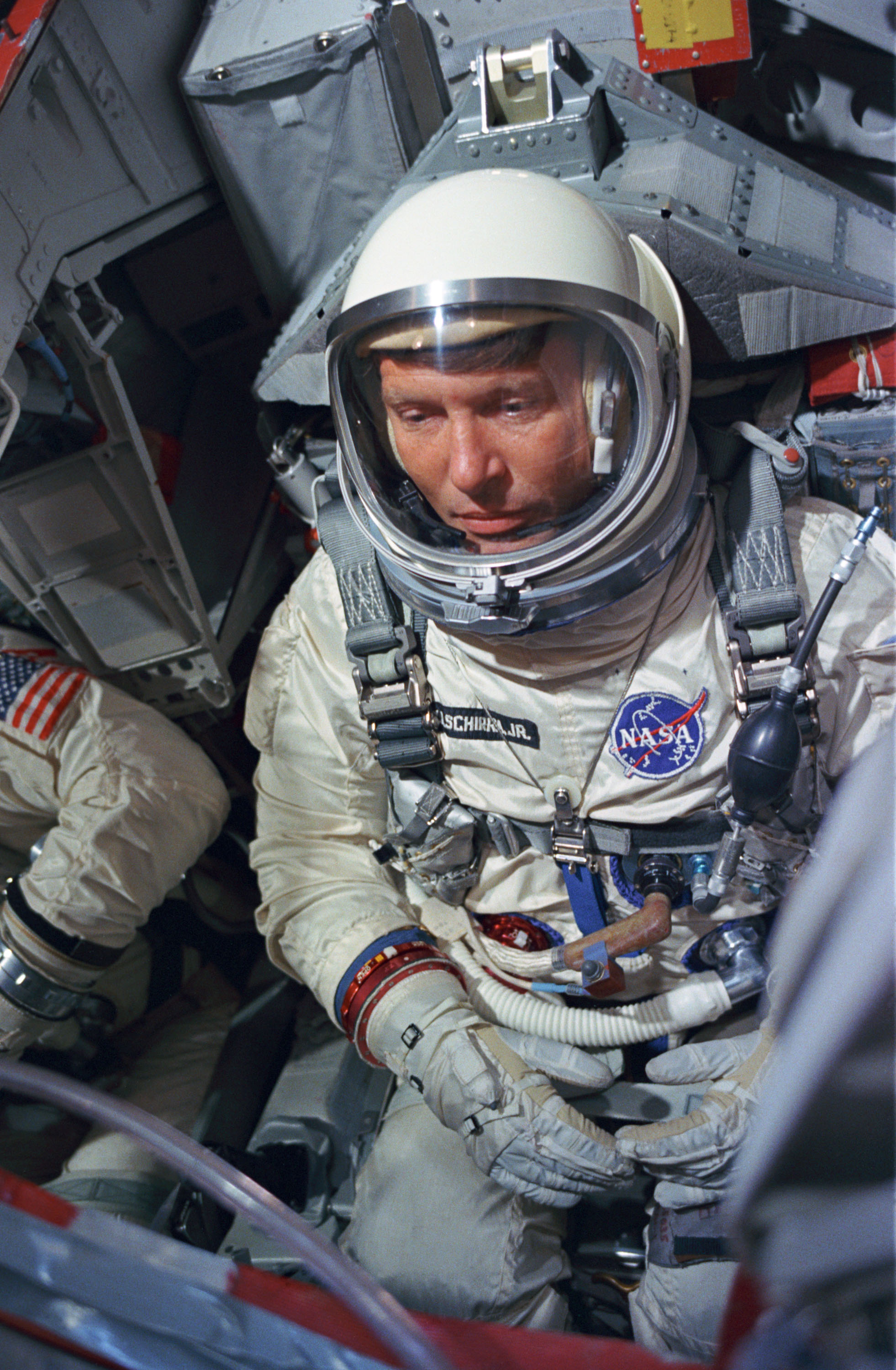
ジェミニ6号の訓練を行うシラー（1965年）

当初、ジェミニ3号の乗組員はアラン・シェパードが船長、トーマス・スタッフォードがパイロットの予定だったが、シェパードがメニエール病と診断されたため乗組員から外され、スタッフォードは予備乗組員となった。シェパードの代わりの予備乗組員の船長はシラーとなり、その後、この2人がジェミニ6号の乗組員に予定された。ジェミニ6号は当初、アジェナ標的機との初の軌道上ドッキングを行う予定だった。1965年10月25日、シラーとスタッフォードがジェミニ6号の中で打ち上げを待っていたとき、同日に打ち上げられたアジェナ標的機が軌道上で爆発したため、ジェミニ6号の打ち上げは中断された。プログラムマネージャーは、アジェナの代替機が入手できるのを待つのではなく、ミッションを修正してジェミニ6-A号と名付け、フランク・ボーマンとジム・ラヴェルが搭乗するジェミニ7号とのランデブーを試みることにした。1965年12月4日にジェミニ7号が打ち上げられた。
12月12日にジェミニ6-A号の打ち上げが行われることになったが、点火後2秒も経たないうちにエンジンが停止してしまった。エンジンが停止した場合、宇宙飛行士は射出座席を用いて宇宙船から脱出する手順になっていたにもかかわらず、シラーは自分とスタッフォードの射出座席を作動させないことを選択した。これは、それを使用することによりミッションがさらに遅延し、場合によってはキャンセルとなる可能性があるのを避けるためだったが、2人が負傷する可能性も高まるものだった。原因究明と対策の後、ジェミニ6-A号は12月15日に打ち上げられ、5時間の飛行の後、ジェミニ7号とのランデブーに成功した。2つの宇宙船はお互いに最短で1フィート（30センチメートル）の距離まで接近し、5時間にわたって相対的にほぼ静止していた。ランデブーの後、ジェミニ6-A号は12月16日に軌道を脱離して、ケープカナベラルの南東の大西洋上に着水し、空母「ワスプ」によって回収された:157–168:50–76。
ジェミニ6-A号のミッション中のシラーは、ミッションがクリスマスが近い時期であることから、管制官に対して色々な悪戯をした。まずサンタクロースを暗示する未確認飛行物体の目撃情報を報告した後、密かに持ち込んだホーナー社製のハーモニカで『ジングルベル』を演奏し、スタッフォードがベルで伴奏した:165。

### アポロ計画

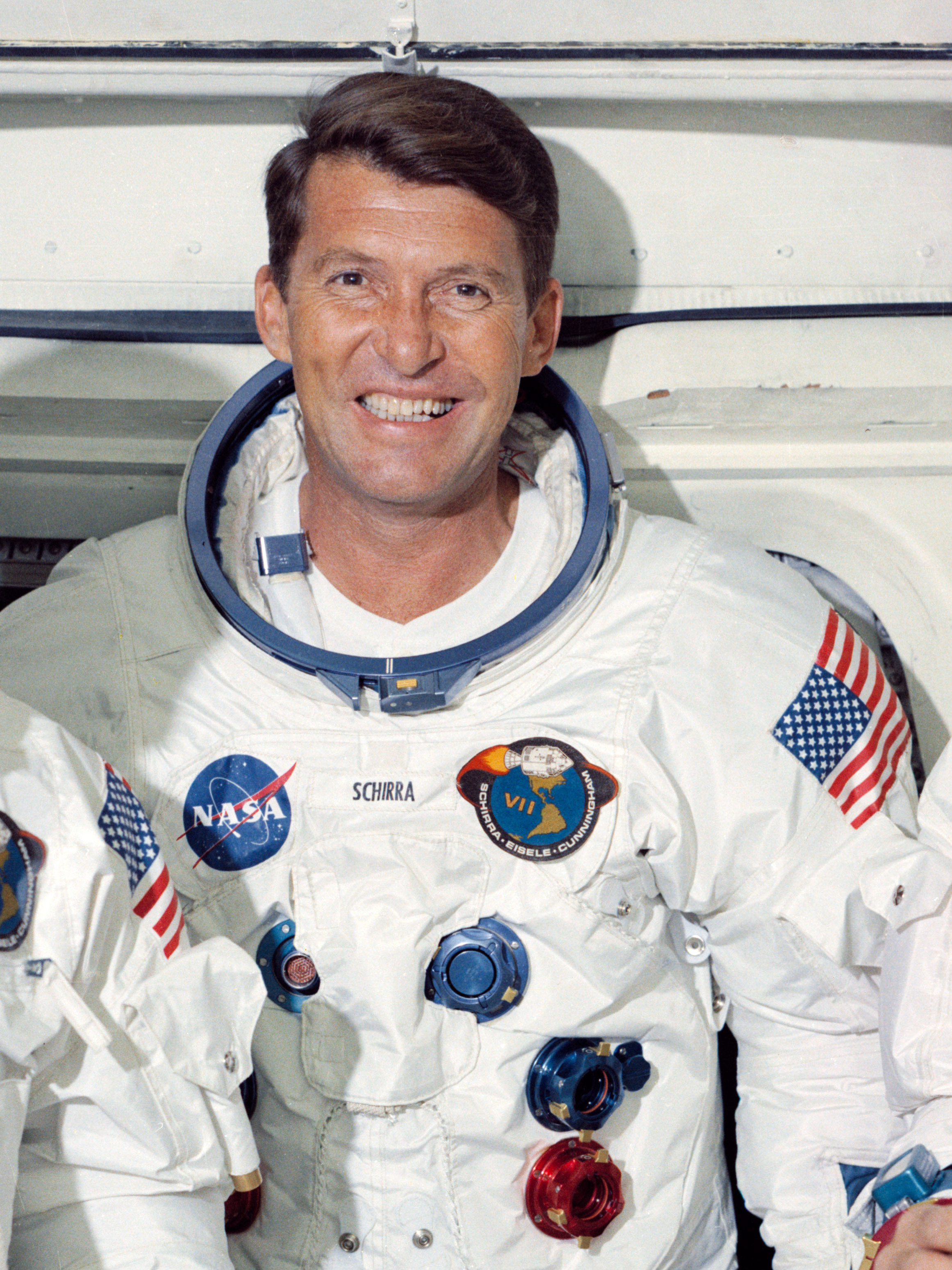
アポロ7号船長の宇宙服を着たシラー（1968年5月）

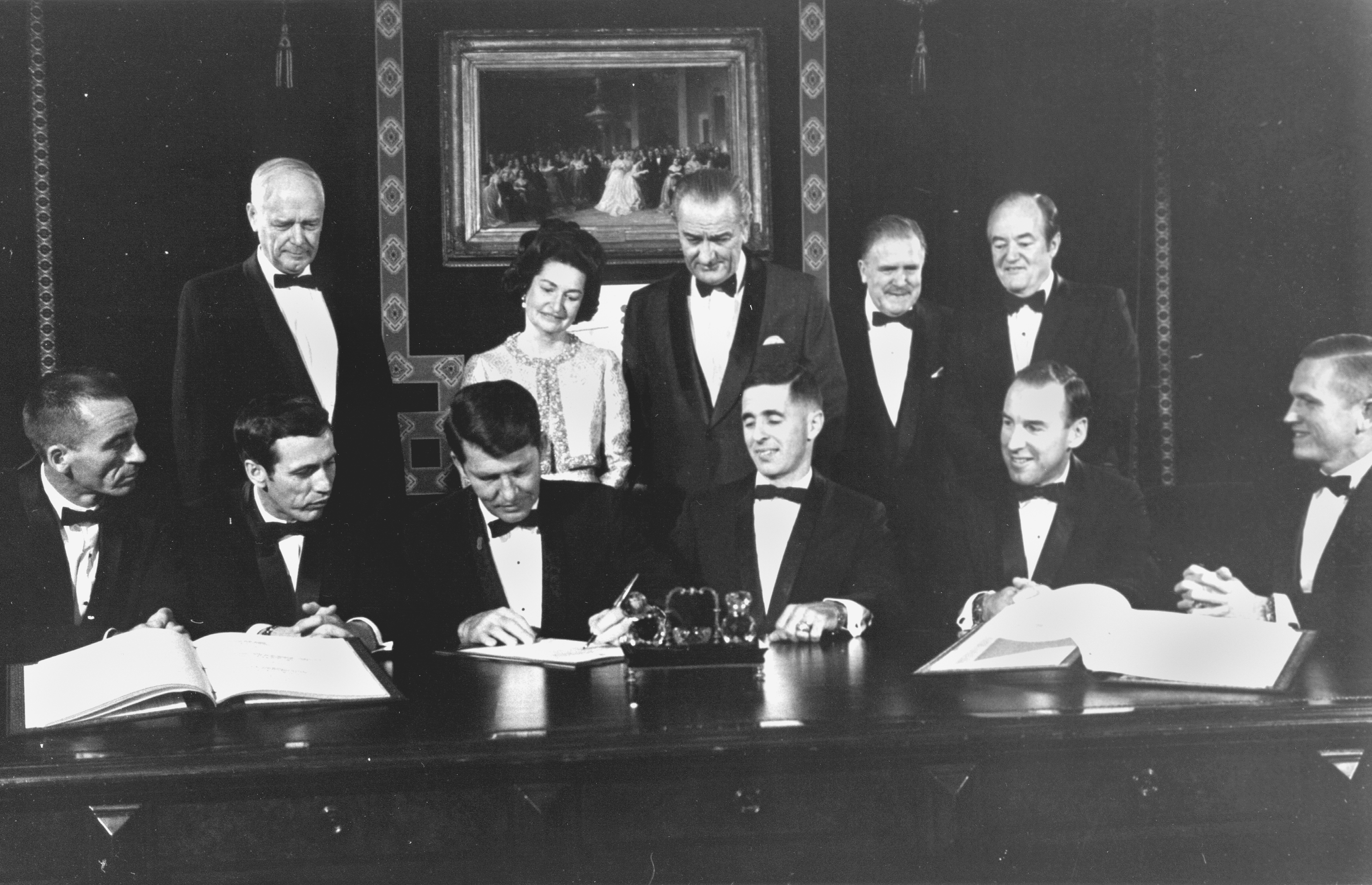
アポロ7号・8号の乗組員、チャールズ・リンドバーグ、ファーストレディのレディ・バード・ジョンソン、ジョンソン大統領、ウェッブNASA長官、ハンフリー副大統領と一緒に記念書類にサインするシラー（前列左から3人目）（1968年）

1966年半ば、シラーは、ドン・エイゼル、ウォルター・カニンガムとでチームを組み、アポロ1号と同じミッションプロファイルで、アポロ宇宙船の2回目の有人飛行テストを行う際の船長を務めることになった。シラーは同じミッションを2度繰り返すことに反対し、シラーのチームはガス・グリソム、エドワード・ホワイト、ロジャー・チャフィーのアポロ1号の予備乗組員となった。シラーのチームは1967年1月26日にコマンドモジュールでテストを行い、翌日ヒューストンに向かう途中で、グリソムらアポロ1号の乗組員がテスト中の火災で死亡した。シラーのチームは、初の有人飛行のメイン乗組員となった。これは改訂されたミッション番号計画ではアポロ7号となり、司令船の安全性を改善するために1968年秋まで延期された:180–193。
シラーは、マクドネル・エアクラフト社の社員であるギュンター・ウェントを、宇宙船の打ち上げ準備を担当するパッドリーダー（発射台責任者）として迎えたことで、安心感を得ていた。しかし、アポロの請負業者がノースアメリカン・エイヴィエーションになったことで、ウェントはパッドリーダーではなくなった。アポロ1号の事故の後、シラーは自分のアポロ飛行のパッドリーダーはウェントでなければならないと強く感じ、ドナルド・スレイトンとノースアメリカン社の打ち上げオペレーションマネージャーであるバスティアン（バズ）・ハローを説得して、ウェントをアポロ7号のパッドリーダーとして採用した。ウェントは、残りのアポロ計画とスカイラブ計画においてパッドリーダーを務め、スペースシャトル計画にも参加した後に引退した:195。
アポロ7号は1968年10月11日に打ち上げられ、シラーは3度宇宙に行った初の人間となった。打ち上げ時、ロケット打ち上げ1分以内の初期の段階に問題が発生して飛行を中止するには危険な強風が吹いていることからシラーが打ち上げに反対していたにも関わらず、管制官が発射を強行したことから、管制官とシラーとの間に確執が生まれることとなった。軌道に到達したアポロ7号の宇宙船は、S-IVBとの宇宙ランデブーおよびドッキング訓練を行い、アポロ月着陸船の回収をシミュレートした。ミッションの2日目には、乗組員が宇宙船の中から初めてテレビ生中継を行った:199–203。
ミッション中、シラーは風邪をひいてしまい、それをドン・エイゼルに伝えた。シラーは、密閉された宇宙服の中で鼻づまりを起こすことを想定して、再突入時にヘルメットを被らないことを管制官に提案した。クリス・クラフトとドナルド・スレイトンは再突入時のヘルメット着用を要求したが、アポロ7号の乗組員3人はこれを拒否し、ヘルメットなしで再突入を行った。アポロ7号は1968年10月22日にバミューダの南東に着水した:206–209。
シラーはアポロ7号の打ち上げ前に、この飛行を最後に宇宙飛行士を引退することを決めており、1969年7月1日にNASA宇宙飛行士を引退した。シラーの宇宙飛行士としての最後の任務は、ニール・アームストロングの月面着陸調査車の墜落事故の調査だった。シラーは、その原因を機械的な故障とし、同車を使った訓練の中止を勧告した:208,211,216。同日付けでアメリカ海軍も退役した。最終階級は大佐(Captain)だった。

## 退役後

### テレビ出演
鼻づまり薬のプソイドエフェドリンと抗ヒスタミン剤のトリプロリジンを組み合わせた風邪薬が航空医官から処方され、アポロ宇宙船に持ち込まれた。数年後、この薬が一般用医薬品「アクティフェド」(Actifed)として市販されるようになると、その製薬メーカーは、アポロ7号のミッション中に風邪に悩まされたことが広く知られていたシラーを、テレビコマーシャルに起用した:207。
その後のアポロミッションでは、1969年から1975年までCBSニュースのコンサルタントを務めた。アーサー・C・クラークも参加したアポロ11号の中継を皮切りに、アポロ13号を含む7回の月面着陸ミッションを、ウォルター・クロンカイトと共同で放送した:221–223。

### ビジネス
NASAでのキャリアを終えた後、シラーは金融・リース会社であるリージェンシー・インベスターズ社(Regency Investors Incorporated)の社長兼取締役に就任した。その後、リージェンシー・インベスターズ社を離れてエンバイロメンタル・コントロール社(Environmental Control Company)を設立し、1970年から1973年まで同社の会長兼CEOを務めた。同社は1973年にSERNCO社と合併した。シラーは当初は副会長だったが、その年の後半には会長に選ばれた。また、アラスカの石油パイプラインの開発に携わり:218–221、1973年から1985年まで内務省の国立公園諮問委員会の委員を務めた。
1979年1月、シラーはシラー・エンタープライゼス(Schirra Enterprises)を設立し、1980年までコンサルタントとして活動した。また、1971年から1984年まで、コロラド州とニューメキシコ州のベルギー領事館に勤務し、Electromedics、Finalco、キンバリークラーク、Net Air International、ロッキーマウンテン航空、ジョンズ・マンビルなど複数の企業の役員を務めた:218–221。1980年から1981年にかけて、エネルギー開発会社プロメテウス(Prometheus)の社長を務めた。
1984年、マーキュリー計画で生き残った宇宙飛行士の一員として、理工系の学生に大学の奨学金を授与するマーキュリーセブン基金（現在の宇宙飛行士奨学金基金）を設立した。

### 著述
シラーは、1962年にマーキュリー計画の訓練と開発について詳述した"We Seven"という本をマーキュリー・セブンの他のメンバーと共同執筆した。
1988年、リチャード・N・ビリングスと共同で、自叙伝"Schirra's Space"を出版した。
1995年には、バレット・ティルマン、リチャード・L・（ジーク）・コーミエ海軍大佐、フィル・ウッドとの共著"Wildcats to Tomcats: The Tailhook Navy"を出版した。この本には、第二次世界大戦、朝鮮戦争、ベトナム戦争を含む、50年にわたる海軍航空隊の歴史が記されている。
2005年には、エド・バックビーとの共著"The Real Space Cowboys"を出版した。この本は、「マーキュリー・セブン」と呼ばれる宇宙飛行士たちの記録であり、宇宙飛行士選抜の過程、キャリア全体、そして引退までを追っている。
シラーは、2007年に出版された"In the Shadow of the Moon"にも寄稿しており、これが彼の最後の著作となった。

## 私生活
海軍に配属されて間もなく、シラーはジョセフィン・クック・"ジョー"・フレイザー（Josephine Cook "Jo" Fraser、1924-2015）と交際を始めた。シラーとフレイザーは1946年2月23日に結婚した:15。2人の間には、ウォルター・M・シラー3世（Walter M. Schirra III、1950年生）とスザンヌ・シラー（Suzanne Schirra、1957年生）という2人の子供がいた。ジョー・シラーは2015年4月27日に91歳で亡くなった。

## 死去

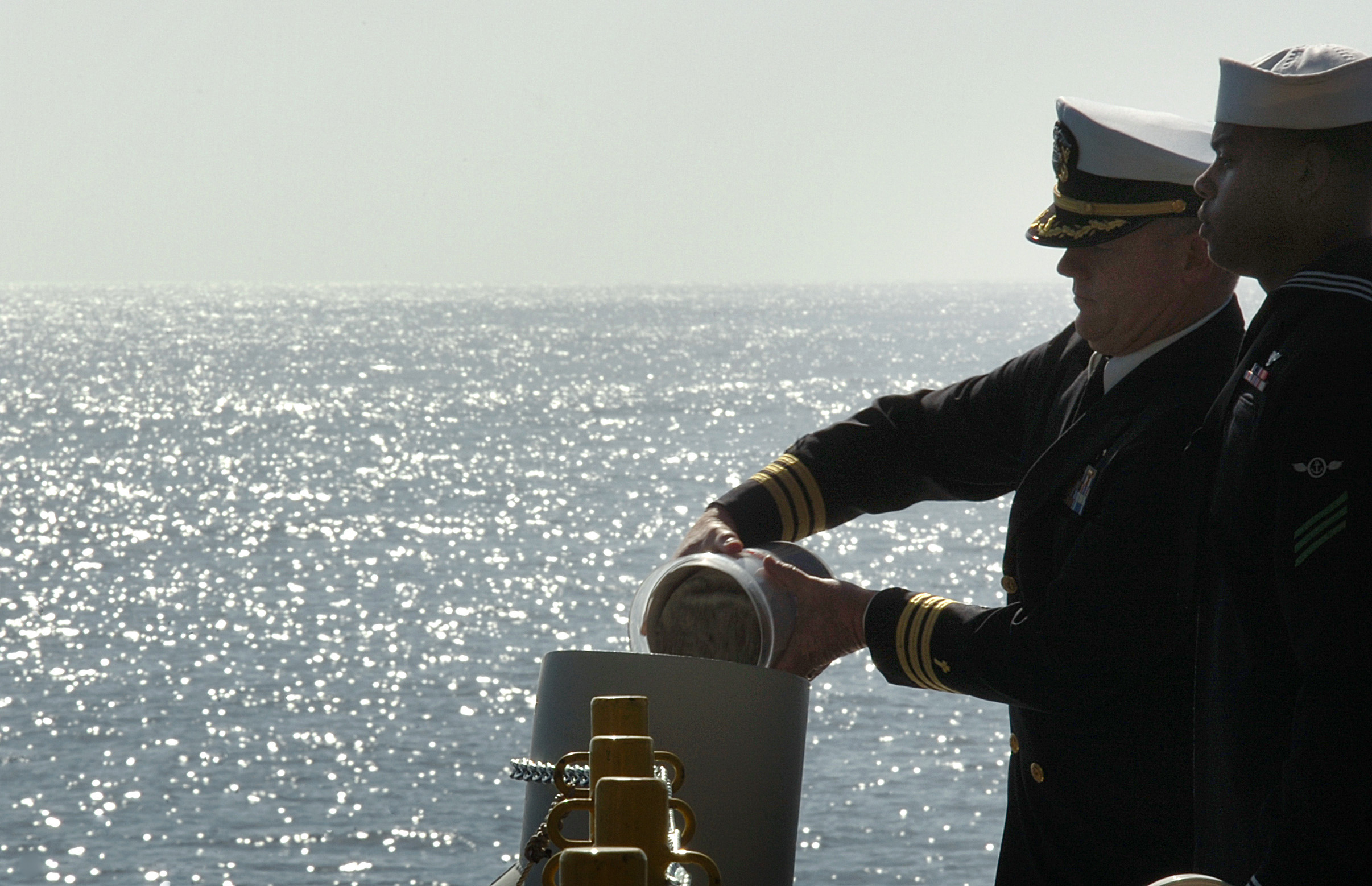
シラーの遺灰を撒くリー・アクステル中佐（2008年）

シラーは2007年5月3日、カリフォルニア州サンディエゴのスクリップス・グリーン病院で胃癌の治療を受けている最中に、心筋梗塞で亡くなった。84歳だった。
同年5月22日、サンディエゴのフォート・ローズクランズ国立墓地でシラーの追悼式が行われた。式典の最後には、弔銃が撃たれ、3機のF/A-18ホーネットによる分列飛行が行われた。シラーの遺体は火葬され、2008年2月11日に遺灰が海に撒かれた。海への散灰はニミッツ級空母「ロナルド・レーガン」で行われ、同艦の従軍牧師であるリー・アクステル中佐が遺灰を撒いた。

## 賞歴・献名
シラーは軍歴を通じて、3つのエア・メダルと3つのNASA特別功労章を含む、数多くの軍の勲章を受けた（死後に授与されたものも含む）。最初のNASA特別功労章はマーキュリー計画での飛行に対して、2度目はジェミニ計画での飛行に対して与えられた。その他、アメリカ政府から以下の勲章を受章している。
- NASA優等勤務章（英語版）[33]
- アメリカ従軍記章
- アジア・太平洋従軍章（英語版）
- 第二次世界大戦戦勝記念章
- 海軍占領功労章（英語版）（"ASIA"の留め金付き）
- 中国戦線従軍章（英語版）
- 朝鮮従軍章（英語版）

他に、アメリカ政府以外から以下の勲章を受章している。
- 大韓民国大統領殊勲部隊章（英語版）（韓国大統領）
- 国際連合朝鮮従軍章（英語版）（国連）
- 朝鮮戦争従軍章（英語版）（韓国国防部）

シラーは民間の航空賞として、以下の賞を受賞している。
- AIAA賞（1963年）
- ハーモン・トロフィー（1965年）
- キティホーク賞
- ゴールデン・キー賞（ゴールデン・キー国際名誉協会（英語版））

シラーが海軍長官のフレッド・コースから海軍宇宙飛行士徽章を授与されたとき、海軍の制服の手引きには、海軍飛行士徽章と一緒に付けるするのか、それを外して代わりに付けるのかが明記されていなかった。シラーは、宇宙飛行士徽章をリボンの上に、飛行士徽章をリボンの下につけることにした。
シラーは、アポロ7号の船長として海軍特別功労章を受章した。また、朝鮮戦争でB-29爆撃機を護衛したことで殊勲飛行十字章を受章し、マーキュリー・アトラス8号の飛行で2つ目、ジェミニ6号の飛行で3つ目を授与されている。
また、シラーは実験的テストパイロット協会(SETP)のフェローであり、1963年には、同協会から他の6人のマーキュリー計画の宇宙飛行士とともにアイヴン・C・キンチェロー賞を受賞している。1962年にはマーキュリー・セブンの他のメンバーと共にコリアー・トロフィーを受賞している。この賞は通常、エンジニアや発明家に贈られるものだが、特別に飛行士である彼らに贈られた。

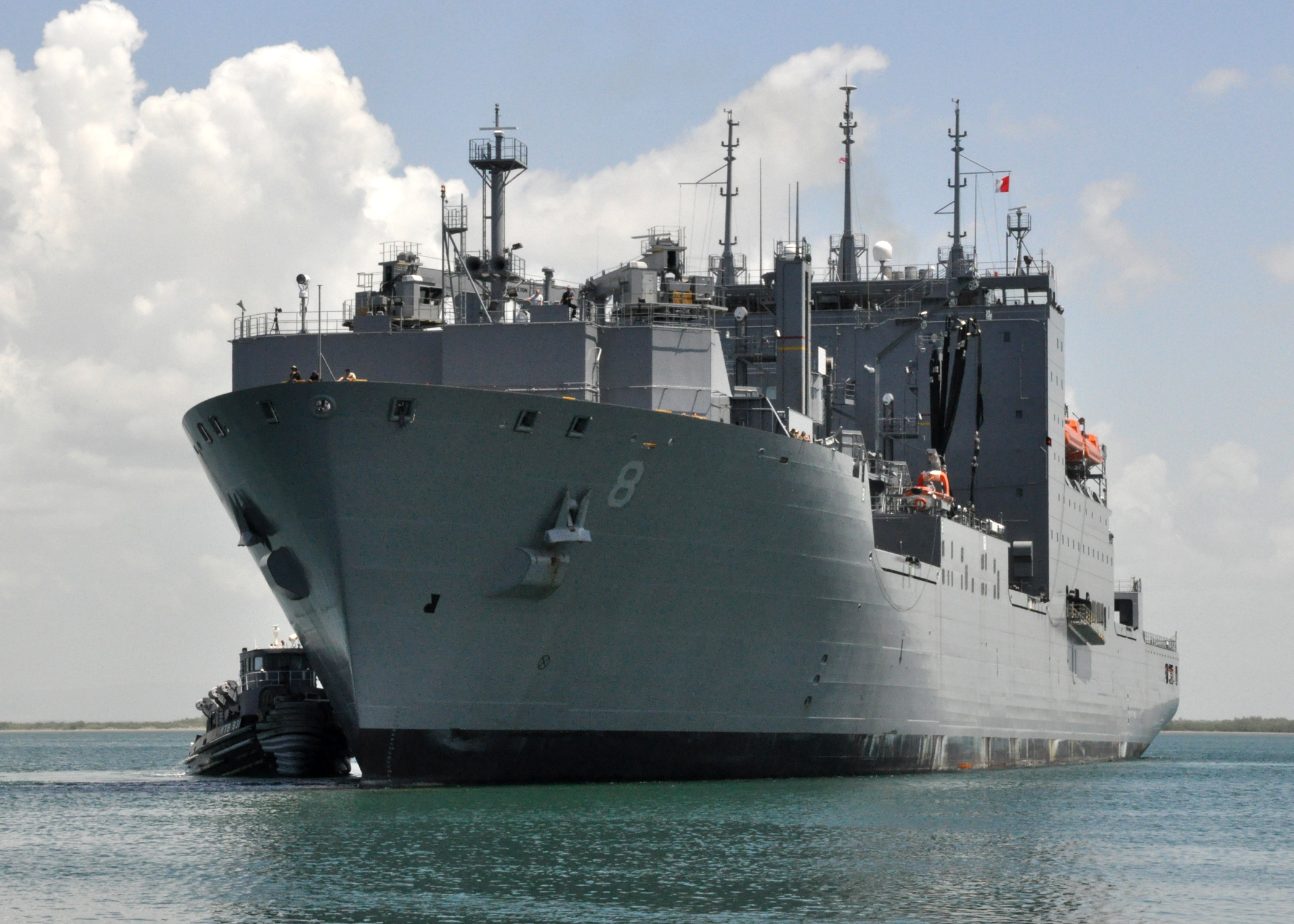
シラーに因んで命名されたルイス・アンド・クラーク級貨物弾薬補給艦「ウォリー・シラー」(USNS Wally Schirra, T-AKE-8)（2010年撮影）

シラーはフリーメイソンであり、アメリカ航空宇宙学会(AIAA)の会員、アメリカ宇宙学会のフェローである。シラーは、ラファイエット大学（宇宙工学部門）、南カリフォルニア大学、そして母校のニューアーク工科大学（宇宙工学部門）から科学名誉博士号を授与されている。
国際航空宇宙殿堂（1970年）、国際宇宙殿堂（1981年）、全米航空殿堂（1986年）、アメリカ宇宙飛行士殿堂（1990年）、ニュージャージー殿堂などに殿堂入りしている。
2009年3月8日、ルイス・アンド・クラーク級貨物弾薬補給艦8番艦がシラーに因んで「ウォリー・シラー」(USNS Wally Schirra, T-AKE-8)と命名され、未亡人のジョー・シラーが命名・進水式に参加した。
1996年に発見された小惑星（小惑星番号8722番）は、シラーに因んで「シラー」と命名された。

## 大衆文化において
- 1983年の映画『ライトスタッフ』では、ランス・ヘンリクセンがシラーの役を演じた[50]。
- 1998年のHBOのテレビドラマ『フロム・ジ・アース/人類、月に立つ』では、マーク・ハーモンがシラーの役を演じた[51]。
- 2015年のABCのテレビドラマ『アストロノート・ワイブズ・クラブ（英語版）』では、アーロン・マカスカーがシラーの役を演じた[52]。
- 2020年のDisney+/ナショナルジオグラフィックのテレビドラマ『マーキュリー・セブン』では、アーロン・スタトンがシラーの役を演じた。